# Грибун, Владимир Мефодьевич
Владимир Мефодьевич Грибун (укр. Володимир Мефодійович Грибун; 1 января 1932, Туропин — 17 декабря 2016, Туропин) — бригадир горнорабочих очистного забоя шахты имени Ленинского комсомола производственного объединения «Укрзападуголь» Министерства угольной промышленности Украинской ССР, Львовская область. Герой Социалистического Труда (1981).

## Биография
Родился в 1932 году в крестьянской семье в селе Туропин. С 1950-х годов — проходчик треста «Западшахтострой», проходчик шахты № 3 «Нововолынская», горнорабочий очистного забоя шахты № 5 «Великомостовская» Волынской области. Потом — горнорабочий очистного забоя шахты № 6 «Великомостовская» комбината «Укзападуголь» Львовской области (1963—1966). С 1966 по 1994 года — бригадир горнорабочих очистного забоя шахты № 6 «Великомостовская» (позднее — имени Ленинского комсомола, в настоящее время — «Лесная») производственного объединения «Укрзападуголь» Львовской области. Член КПСС.
С 1966 года бригада Владимира Горбуна трудилась на новой угольной лаве шахты № 6 «Великомостовская». Ежемесячно шахтёры получали около 19 — 20 тысяч тонн угля. За первый год работы было выдано на-гора около 200 тысяч тонн угля. В последующие годы бригада первой в Львовской области превзошла полумиллионный рубеж по добыче угля. Бригада, ежедневно добывая более тысячи тонн угля, вошла в республиканский список «бригад-тысячниц». В июле 1973 года шахтёры поднимали на-гора на шахте № 6 «Великомостовская» ежедневно в среднем по 3098 тонн угля.
Во время Десятой пятилетки (1976—1980) бригада Владимира Грыбуна ежемесячно добывала в среднем по 20-25 тысяч тонн угля. Результат за 1980 год составил более 170 тысяч тонн. Указом Президиума Верховного Совета СССР от 2 марта 1981 года «за выдающиеся производственные достижения, досрочное выполнение заданий десятой пятилетки и принятых социалистических обязательств по выпуску продукции, улучшению её качества, повышению производительности труда и проявленную трудовую доблесть» удостоен звания Героя Социалистического Труда с вручением ордена Ленина и золотой медали «Серп и Молот».
Проработал шахтёром более сорока лет. После выхода на пенсию проживал в родном селе, где скончался в декабре 2016 года.

## Награды
- Герой Социалистического Труда
- Орден Ленина — дважды
- Медаль «В ознаменование 100-летия со дня рождения Владимира Ильича Ленина»
- Полный кавалер знака «Шахтёрская слава»
- Полный кавалер знака «Шахтёрская доблесть»